# Plan Nisko

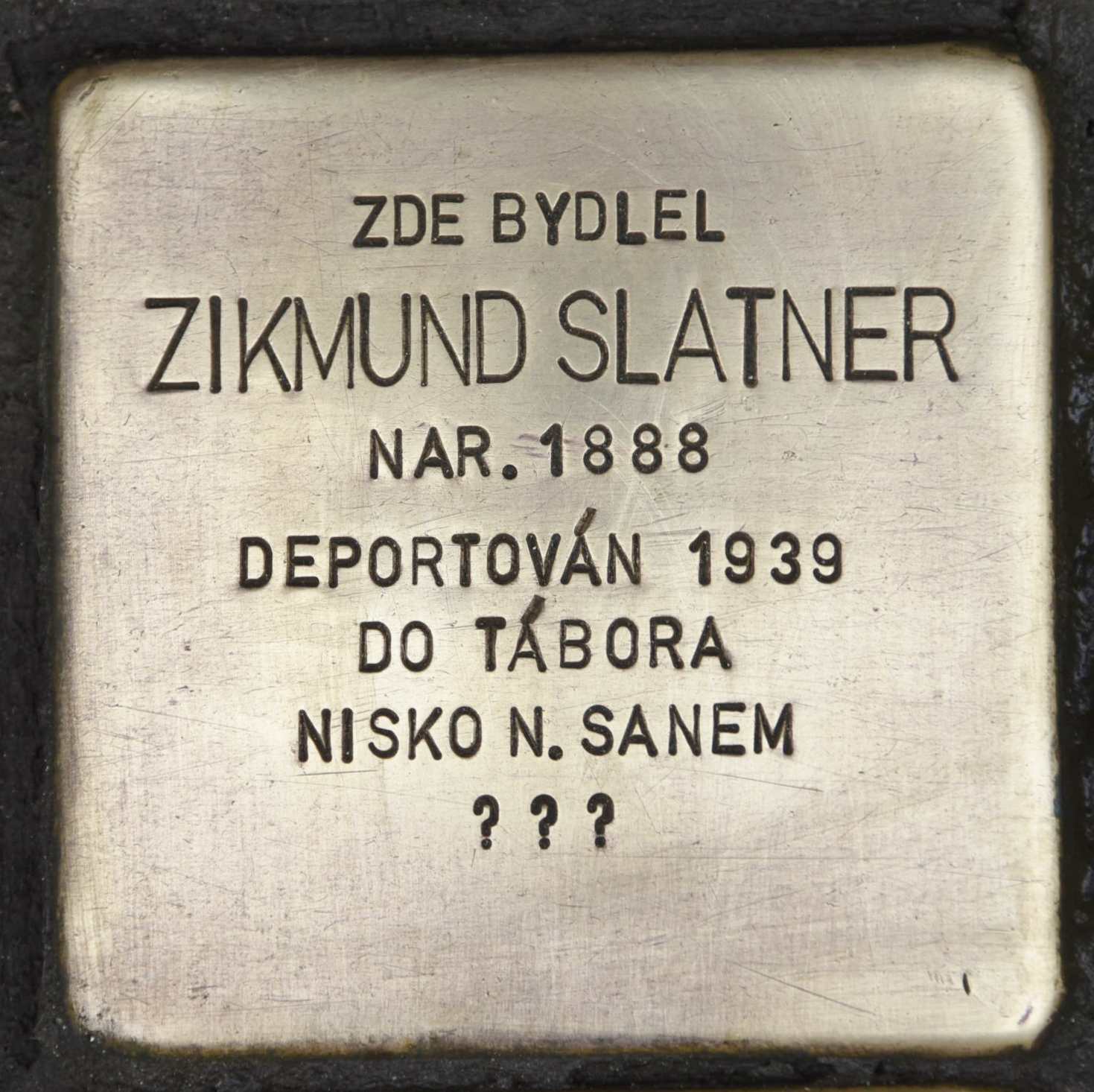
Stolperstein Zikmund Slatner, deportado de Ostrava a Nisko.

El Plan Nisko fue una operación para deportar judíos al Distrito de Lublin del Gobierno General de la Polonia ocupada en 1939. Organizado por la Alemania nazi, el plan fue cancelado a principios de 1940.
La idea de la expulsión y reasentamiento de los judíos de Europa en un rincón remoto del territorio del Gobierno General, bordeando las ciudades de Lublin y Nisko, fue ideada por Adolf Hitler y formulada por sus secuaces de las SS. El plan se desarrolló en septiembre de 1939, después de la invasión de Polonia, y se implementó entre octubre de 1939 y abril de 1940, en contraste con otro plan anterior de reubicar a judíos en la  "Isla de Madagascar" elaborado antes del ataque a Polonia, al principio. de la guerra mundial II. Tenía similitudes con las reservas de indios americanos.
Hitler ideó la idea con la ayuda del jefe ideólogo nazi Alfred Rosenberg y el Reichsführer-SS Heinrich Himmler, incluyendo la participación del SS- Obersturmbannführer Adolf Eichmann ("arquitecto del Holocausto "); así como Heinrich Müller de la Gestapo, Hans Frank (abogado de Hitler) y Arthur Seyss-Inquart.
Odilo Globocnik, el ex Gauleiter de Viena, líder de las SS y de la policía del nuevo distrito de Lublin, fue encargado de la reserva. Durante la implementación inicial del plan, los nazis establecieron un sistema de guetos para que los civiles judíos los usaran como trabajo forzado para el esfuerzo de guerra alemán. Los primeros campos de trabajos forzados se establecieron para el proyecto Burggraben destinado a fortalecer la línea de demarcación nazi-soviética y abastecer a las unidades locales de las SS en Lublin desde Lipowa.
En total, unos 95.000 judíos fueron deportados a la reserva de Lublin. El campo principal de todo el complejo se estableció inicialmente en Bełżec (antes de la construcción de los campos de exterminio). En marzo de 1942, se convirtió en el primer campo de exterminio nazi de la Operación Reinhard, con cámaras de gas permanentes dispuestas por Christian Wirth en duchas falsas. Aunque los campos de Burggraben se cerraron temporalmente a fines de 1940, muchos de ellos se reactivaron en 1941. Más tarde se establecieron dos campos de exterminio adicionales, Sobibor y Majdanek, en el distrito de Lublin. El campo de Lipowa se convirtió en un subcampo de este último en 1943. El Plan Nisko fue abandonado por razones pragmáticas; sin embargo, los Zwangsarbeitslagers (en alemán, "campos de trabajos forzados") ya establecidos para DAW se convirtieron en la base industrial de otros proyectos de las SS como Ostindustrie. Varios de ellos funcionaron hasta Aktion Erntefest, otros más allá de las masacres.

## Origen
El régimen antisemita de la Alemania nazi pretendía lograr una solución permanente a lo que consideraban la "cuestión judía". Antes de que se anunciara y organizara la Solución Final durante la Conferencia de Wannsee de 20 En enero de 1942, algunos altos mandos nazis habían previsto una solución territorial de la "cuestión judía". Sin embargo, a excepción del Plan Nisko, ninguna de las soluciones territoriales avanzó más allá de la etapa de planificación. En cambio, los alemanes nazis implementaron el exterminio casi completo de los judíos europeos a través del Holocausto.

### Planificación

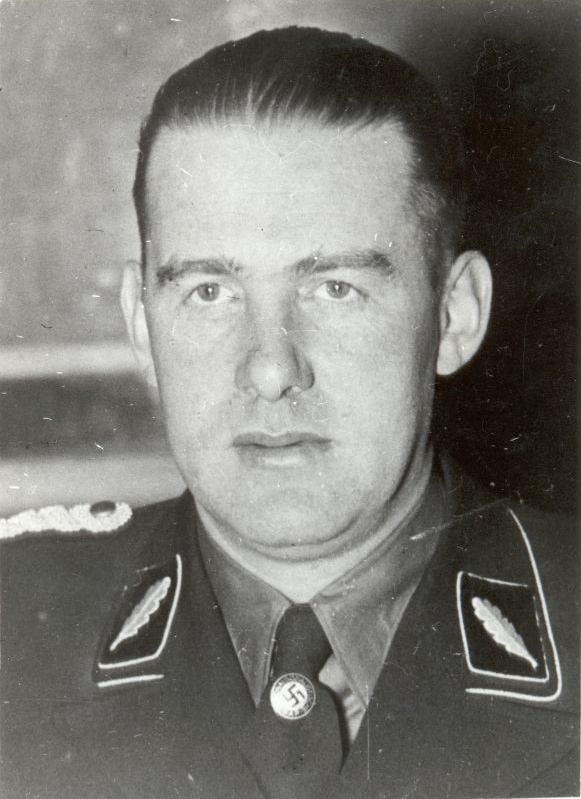
Odilo Globočnik

A fines del verano de 1939, Adolf Hitler, con uno de sus principales ideólogos nazis, Alfred Rosenberg, desarrolló la idea de una "reserva" judía (Judenreservat). La ciudad de Lublin en Polonia había sido el foco de los planificadores nazis desde principios de la década de 1930, después de que Herrmann Seiffert la describiera como el centro del poder mundial judío y la fuente de su potencial genético.  Después de que  Alemania derrotara a Polonia en septiembre de 1938 y se repartiera el país con la Unión Soviética, el área de Lublin pasó a formar parte del Gobierno General, encabezado por Hans Frank. Una vez bajo el control de los alemanes, el área fue inspeccionada por el lugarteniente de Frank, Artur Seyss-Inquart,. En noviembre de 1939, informó que, según el gobernador local, el área, "de naturaleza pantanosa", serviría bien como reserva para los judíos y que "esta acción causaría su destrucción".  El 25 de noviembre, Frank informó a la administración local que se preveía una afluencia de "millones de judíos". También en noviembre, Odilo Globočnik fue puesto a cargo de todos los asuntos relacionados con los judíos en el área de Lublin, representando a las SS como líder de las SS y la policía del área. Globočnik creó un departamento dirigido por el Dr. Hofbauer para planificar el asentamiento de los judíos esperados y su reclutamiento para trabajos forzados.

## Reserva de Lublin
La Reserva Lublin original comprendía un área de unos 900 kilómetros cuadrados, ubicada entre los ríos Vístula y San, al sureste de Lublin.  Adolf Eichmann, entonces jefe de la Oficina Central para la Emigración Judía del Protectorado de Bohemia y Moravia, fue el primero en realizar el Plan Nisko al deportar judíos a la Reserva de Lublin. Si bien inicialmente los judíos de la Alta Silesia Oriental iban a ser deportados allí, Eichmann amplió el programa para incluir judíos de Mährisch-Ostrau en el Protectorado de Bohemia y Moravia y de Viena. Eichmann también instaló un campo de tránsito en Nisko, una ciudad en la frontera occidental del distrito de Lublin, desde donde los deportados serían expulsados hacia el este.

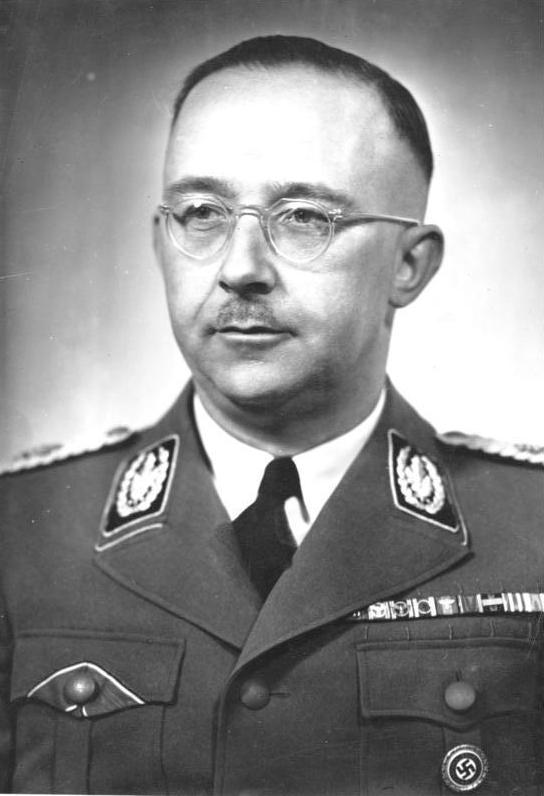
Heinrich Himmler

Los primeros judíos fueron enviados a Lublin el 18 de octubre de 1939. El primer tren transportó judíos de Austria y el Protectorado de Bohemia y Moravia. Pero cuando se prepararon los siguientes trenes, Heinrich Müller, en nombre del jefe de las SS, Heinrich Himmler, ordenó el 19 de octubre, una suspensión de más deportaciones. El historiador Christopher Browning señaló que la decisión de Himmler debe verse en correlación con su nuevo cargo como coordinador principal del reasentamiento de personas de etnia alemana en las antiguas áreas polacas anexadas por la Alemania nazi, cargo que ocupó desde el 15 de octubre. También sugirió que Himmler no consideraba que la deportación de judíos de todo el Tercer Reich fuera tan urgente como proporcionar espacio para el reasentamiento del Generalplan Ost de alemanes étnicos en las nuevas provincias orientales de la Alemania nazi.
Este cambio de prioridad se enfocaba en la expulsión de judíos a la reserva de Lublin, y el reasentamiento de alrededor de 30,000 alemanes étnicos del distrito de Lublin en la dirección opuesta,  Hitler aprobó este cambio de prioridad: mientras que a principios de octubre había previsto la expulsión a corto plazo de todos los judíos de Viena y 300.000 judíos de Altreich a la reserva de Lublin, a finales de octubre aprobó los planes de Himmler para la deportación de 550.000 judíos de la nueva reserva. provincias orientales y todos los "polacos del Congreso", es decir, polacos de la partición soviética que residían en el Tercer Reich, hasta la reserva de Lublin. Si bien esto habría resultado en expulsiones a corto plazo de un millón de personas, este número se redujo por razones de capacidad a 80.000 después de la intervención el 28 de noviembre de 1939 por Reinhard Heydrich, jefe de la Oficina Principal de Seguridad del Reich.
La reserva no se mantuvo en secreto; la población local era consciente y la prensa internacional informaba al respecto. Reportajes en el diario luxemburgués Luxemburger Wort del 12 de noviembre y el diario británico The Times del 16 de diciembre de 1939 daba un total de 45.000 judíos deportados a la reserva hasta el momento. También en diciembre, el periódico estadounidense The Spectator informó que los campamentos estaban cercados con alambre de púas en un área de 80 a 100 km,  cerca de Nisko y Lublin y preparados para un ingreso de 1.945.000 judíos. Un extracto de un informe de Luxemburger Wort de noviembre 1939 dice:

A veces, los trenes recorren cuarenta kilómetros más allá de Lublin y se detienen en campo abierto, donde los judíos se apean con su equipaje y tienen que buscar alojamiento, en los pueblos de los alrededores. Luxemburger Wort newspaper.

Los historiadores estiman que el 30 de enero de 1940, un total de 78.000 judíos habían sido deportados a Lublin desde Alemania, Austria y Checoslovaquia. Esta cifra la dio Heydrich cuando informó en Berlín en enero. Dijo que el número aumentaría a 400.000 para fin de año. Entre los judíos deportados a la reserva en febrero de 1940 fueron los judíos de Pomerania, lo que resultó en que el Gauleiter Franz Schwede-Coburg declarara a su Gau de Pomerania como el primer Gau de Altreich en ser judenrein ("limpiado de judíos"). Los deportados fueron puestos bajo la autoridad del Judenrat en la vecina Lublin. En abril, cuando se disolvió la reserva, el número total de judíos que habían sido transportados a Nisko había llegado a 95.000.
Muchos deportados habían muerto de hambre, ya sea durante el transporte o durante su estancia en el resguardo. Las muertes adicionales en la reserva fueron causadas por epidemias de tifus y fiebre tifoidea, la falta de vivienda y cualquier "fuente de sustento", una situación que los judíos locales no pudieron aliviar, a pesar de sus grandes esfuerzos.

## Campos de trabajos adyacentes

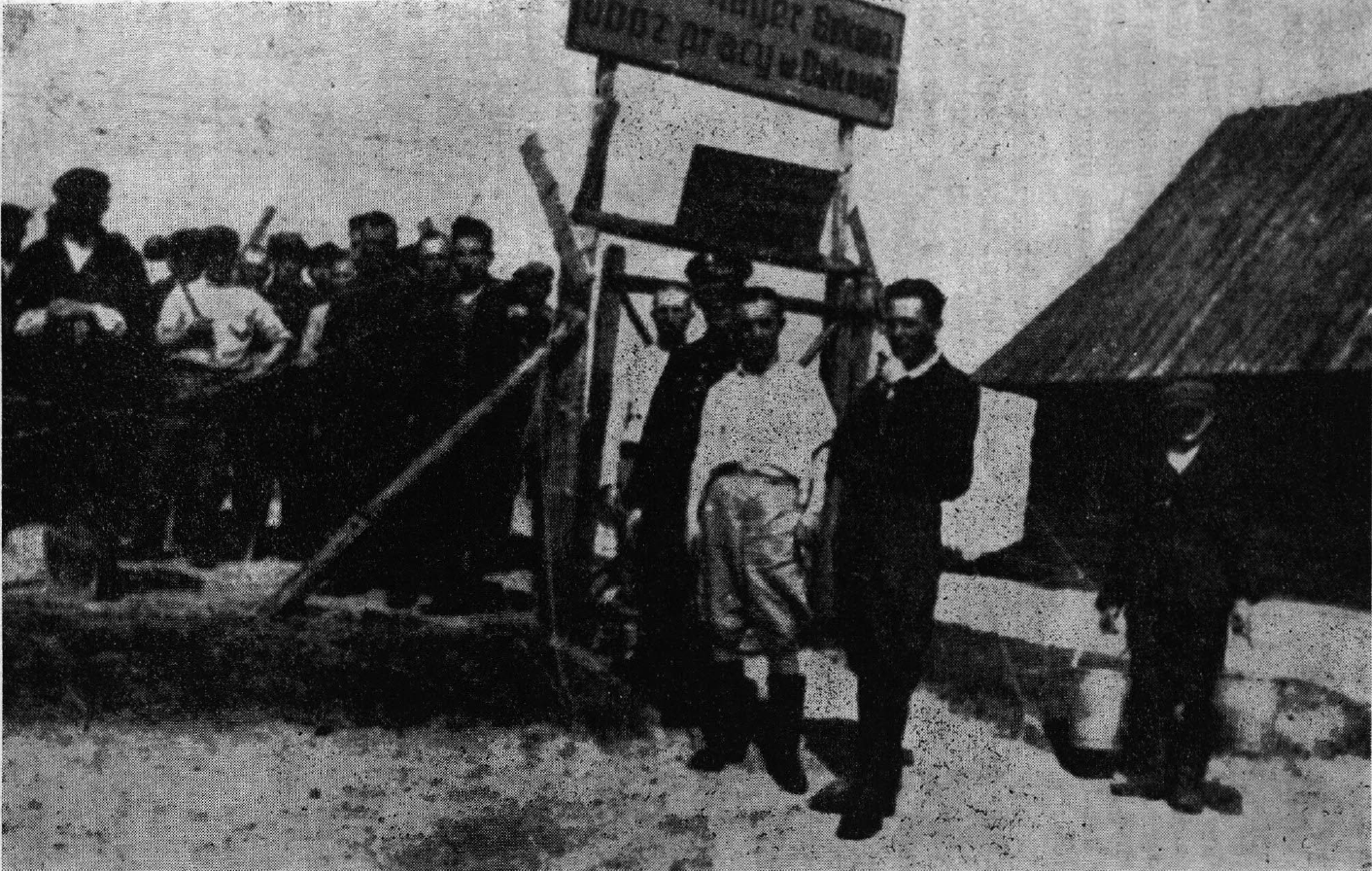
Campo de trabajo en Bukowa, Voivodato de Lublin, cerca de Nisko

Desde principios de 1940, algunos de los judíos deportados al área de Lublin fueron retenidos en el campo Lipowa 7. Estos eran deportados de Altreich, así como de Reichsgau Danzig-West Prussia, Reichsgau Wartheland y South East Prussia. El campamento de Lipowa permaneció en su lugar después de que se abandonara la reserva de Lublin. Después de enero de 1941, los judíos de Lublin que anteriormente habían residido fuera del campo se vieron obligados a vivir en el campo después de su expansión. También en 1941, el campo pasó a formar parte oficialmente de la empresa SS Deutsche Ausrüstungswerke (DAW). Efectivamente, permaneció fuera del control de DAW al permanecer bajo la égida directa de Globočnik. Esto cambió solo en 1943, después de que Globočnik renunció como líder de las SS y la policía del distrito de Lublin y el campo se convirtió en el subcampo del complejo del campo de concentración de Majdanek.
Cuando se planeó la reserva de Lublin, la reserva se combinaría con varios campos de trabajos forzados (Zwangsarbeiterlager, ZAL s) a lo largo de la línea de demarcación nazi-soviética. La reserva era para proporcionar a las ZAL mano de obra para erigir instalaciones de defensa militar, incluida una gran zanja antitanque a lo largo de la línea de demarcación con el nombre en código Burggraben ("zanja de la fortaleza"). Si bien inicialmente el cuartel general de las SS había previsto cuatro campamentos grandes, el gobernador Hans Frank se negó a financiar un proyecto tan grande. Por lo tanto, Odilo Globočnik decidió en cambio establecer varios campamentos pequeños a un costo menor. Esto provocó unas condiciones desesperantes: los internos estaban hacinados en habitaciones oscuras y sucias sin vidrios en las ventanas, tenían que dormir en el suelo, los enfermos no estaban separados de los sanos y el suministro de alimentos, agua y jabón era insuficiente. Alrededor del 30% de los reclusos no tenían zapatos, pantalones o camisas. Esta situación provocó una rápida propagación de piojos y enfermedades.
De todos los campos de Burggraben - ZAL, el campo de exterminio posterior Bełżec fue el campo principal. El proyecto Burggraben fue abandonado a finales de 1940 debido a la presión ejercida por el ejército alemán (Wehrmacht), que consideró que no tenía ningún uso militar. Heinrich Himmler, sin embargo, no estuvo de acuerdo y siguió apoyando el proyecto. Si bien los campos de Burggraben se cerraron a fines de 1940, algunos se reforzaron en la primavera de 1941 por iniciativa de Himmler y nuevamente se pusieron bajo la supervisión de Globočnik para terminar la zanja antitanque.

### Suspensión de la idea de reserva
El 23 de marzo de 1940, Hermann Göring, con la aprobación de Himmler, suspendió el Plan Nisko y, a fines de abril, Krüger anunció el abandono final. Las razones del abandono incluyeron la negativa de Frank a aceptar una mayor afluencia de deportados a "su" Gobierno General, que consideraba superpoblado, y el temor de que los nazis perdieran reputación internacional debido a los informes de la prensa internacional. La razón del abandono no fue de principios, sino pragmática, y las deportaciones continuaron a un ritmo más lento.

## Historiografía del holocausto
En el debate funcionalismo versus intencionalismo, que comenzó en la década de 1960, los historiadores del Holocausto mencionaron el Plan Nisko como un ejemplo de la escalada de las medidas antijudías nazis en la Guerra Mundial. II. Christopher Browning en su artículo, "Política de reasentamiento nazi y la búsqueda de una solución a la cuestión judía, 1939-1941", se centró en la presunta intención nazi de soluciones territorial que precedieron al genocidio posterior. Sin embargo, ya al comienzo de la guerra, el 24 de octubre de 1939 The Times señaló que el plan alemán para crear un estado judío era cínico y seguramente condenaría a los judíos a una hambruna mortal. La mayoría de los historiadores de la Alemania nazi y el Holocausto han llegado a la conclusión de que el Plan Nisko estaba integralmente relacionado con los otros programas de Hitler y su intención de destruir a los judíos en Europa. Así, el Plan Nisko fue un prefacio a la Solución Final.
Browning ha sugerido que el Plan Nisko era un ejemplo de que Hitler no tenía intenciones previas de gasear a los judíos. Sostiene que el Plan Nisko (o Lublin), el Plan Madagascar y el Plan Pripet Marsh, todos sirvieron como soluciones territoriales a la cuestión judía, pero estaban separados de la Solución Final. Los historiadores de la corriente principal sostienen que Hitler y su gobierno formularon un problema a partir de la "cuestión judía", plantearon un amplio antisemitismo en Alemania y crearon la necesidad de un tipo de "solución territorial" que solo podría resultar en un genocidio.